# Trois-Palis
Trois-Palis é uma comuna francesa na região administrativa da Nova Aquitânia, no departamento de Charente. Estende-se por uma área de 4,22 km². Em 2010 a comuna tinha 970 habitantes (densidade: 229,9 hab./km²).